# Зале-Хольцланд (район)
Зале-Хольцланд (нем. Saale-Holzland) — район в Германии. Центр района — город Айзенберг. Район входит в землю Тюрингия. Занимает площадь 816,99 км². Население — 90 313 чел. Плотность населения — 111 человек/км².
Официальный код района — 16 0 74.
Район подразделяется на 95 общин.

## Города и общины
Города
1. Бюргель (3 296)
2. Камбург (2 917)
3. Дорнбург (877)
4. Айзенберг (11 451)
5. Хермсдорф (8 582)
6. Кала (7 406)
7. Орламюнде (1 282)
8. Шкёлен (2 892)
9. Штадтрода (6 343)

Объединения общин
Управление Дорнбург-Камбург
1. Камбург (2 917)
2. Дорнбург (877)
3. Дорндорф-Штойдниц (1 966)
4. Фрауэнприсниц (1 057)
5. Гольмсдорф (707)
6. Грослёбихау (830)
7. Хайнихен (208)
8. Йеналёбниц (150)
9. Леэстен (787)
10. Лёбершюц (156)
11. Нойенгённа (660)
12. Таутенбург (324)
13. Тиршнек (129)
14. Вихмар (223)
15. Циммерн (208)

Управление Хайделанд-Эльстерталь
1. Кроссен-на-Эльстере (1 905)
2. Хартмансдорф (820)
3. Хайделанд (2 129)
4. Рауда (338)
5. Зильбиц (715)
6. Вальпернхайн (209)

Управление Хермсдорф
1. Хермсдорф (8 582)
2. Мёрсдорф (440)
3. Райхенбах (980)
4. Шлайфрайзен (465)
5. Санкт-Ганглофф (1 313)

Управление Хюгелланд/Телер
1. Бремсниц (151)
2. Айнеборн (357)
3. Гайзенхайн (201)
4. Гнойс (163)
5. Гросбокедра (184)
6. Карльсдорф (96)
7. Клайнбокедра (43)
8. Клайнеберсдорф (187)
9. Липперсдорф-Эрдмансдорф (482)
10. Мойзебах (92)
11. Обербодниц (270)
12. Оттендорф (438)
13. Раттельсдорф (85)
14. Раусдорф (193)
15. Рентендорф (468)
16. Таутендорф (175)
17. Тисса (156)
18. Трокенборн-Вольферсдорф (662)
19. Трёбниц (500)
20. Унтербодниц (199)
21. Вальтерсдорф (183)
22. Вайсбах (180)

Управление Зюдлихес-Залеталь
1. Альтенберга (775)
2. Бибра (269)
3. Буха (1 173)
4. Айхенберг (444)
5. Фрайенорла (335)
6. Гроссойтерсдорф (286)
7. Гроспюршюц (418)
8. Гумперда (392)
9. Хуммельсхайн (642)
10. Клайнойтерсдорф (391)
11. Ласдорф (533)
12. Линдиг (280)
13. Мильда (823)
14. Орламюнде (1 282)
15. Райнштедт (549)
16. Ротенштайн (1 439)
17. Шёпс (314)
18. Зайтенрода (216)
19. Зульца (310)
20. Цёльниц (733)

Общины
1. Бад-Клостерлаусниц (3 511)
2. Альберсдорф (247)
3. Бобек (322)
4. Шайдиц (53)
5. Шлёбен (965)
6. Шёнглайна (519)
7. Зерба (776)
8. Таутенхайн (1 236)
9. Вальдек (276)
10. Вайсенборн (1 298)
11. Грайчен-Бюргель (422)
12. Наусниц (75)
13. Поксдорф (101)
14. Гёзен (215)
15. Хайншпиц (724)
16. Мертендорф (163)
17. Петерсберг (308)
18. Раушвиц (248)
19. Больберг (299)
20. Мёкерн (128)
21. Квирла (538)
22. Руттерсдорф-Лочен (337)